# Henrique da Costa Mecking
Henrique da Costa Mecking (* 23. Januar 1952 in Santa Cruz do Sul, Brasilien) ist ein brasilianischer Schachgroßmeister und Geistlicher.

## Leben
Henrique Meckings Vorfahren stammen aus Deutschland. Sein Großvater väterlicherseits Heinrich Mecking (* 3. Juni 1881 in Geisenheim) zog in den 1880er-Jahren nach Brasilien.
Mecking, der erste in Lateinamerika außerhalb Argentiniens geborene Schachgroßmeister – er bekam den Titel 1972 verliehen –, begann seine Schachkarriere als ein Wunderkind: Mit 6 Jahren erlernte er das Spiel, als 11-Jähriger gewann er die Meisterschaft seines Bundesstaates. 1965, als 13-Jähriger, wurde er das erste Mal Meister von Brasilien. Er gewann die Brasilianische Meisterschaft nochmals 1967, nahm aber an keinen weiteren nationalen Meisterschaften mehr teil. Durch einen geteilten Sieg beim Zonenturnier von Buenos Aires 1966 qualifizierte sich Mecking für das Interzonenturnier Sousse 1967, bei dem er geteilter 11.–12. wurde. Den gleichen Rang belegte er beim nächstfolgenden Interzonenturnier in Palma de Mallorca 1970.
Drei Jahre später, 1973, als das Interzonenturnier im brasilianischen Petrópolis ausgerichtet wurde, siegte Mecking mit 12/17 ohne Niederlage und stieß in die Kandidatenkämpfe um die Weltmeisterschaft vor. Im 1974 in Augusta/USA ausgetragenen Viertelfinalwettkampf der Kandidaten unterlag er Viktor Kortschnoi mit 5,5:7,5. Auch im neuerlichen Anlauf zu den Kandidatenkämpfen drei Jahre später gewann er das Interzonenturnier von Manila 1976 mit 13/19. Wiederum schied er bereits im Viertelfinale der Kandidatenkämpfe aus: 1977, in Luzern, unterlag er Lew Polugajewski mit 5,5:6,5. 
Beim Interzonenturnier Rio de Janeiro 1979 stieg er nach zwei Runden aus und beendete seine Schachkarriere, da Ärzte bei ihm eine schwere Muskelerkrankung (Myasthenia gravis) diagnostizierten. Mecking entdeckte, nachdem er seine Karriere an den Nagel gehängt hatte, ein neues Betätigungsfeld in der Theologie, das sich ihm durch seine neuerwachte Religiosität auftat. Auf diese führt er auch die Überwindung seiner Krankheit zurück. Seit einigen Jahren ist er ausgebildeter katholischer Geistlicher.
Im Jahre 1991 begann er wieder öffentlich Schach zu spielen. Er unterlag Großmeister Predrag Nikolić in einem Wettkampf in São Paulo knapp mit 2,5:3,5 (+0 =5 −1). 1992 unterlag er dem Großmeister Yasser Seirawan, ebenfalls in einem Wettkampf in São Paulo, mit dem gleichen Ergebnis (+0 =5 −1). Er beteiligte sich nach seiner Rückkehr ans Schachbrett an den Zonenturnieren von São Paulo 1993 (20. Platz), 1995 (4. Platz), 2003 (3. Platz) und 2005 (2. Platz nach Stichkampf), bei dem er sich erstmals seit 1976 wieder für die nächste Etappe in der WM-Ausscheidung qualifizieren konnte.
Mecking läge im Februar 2015 auf dem vierten Platz der brasilianischen Rangliste, wird aber als inaktiv geführt, da er seit der im Januar 2013 im Campinas ausgetragenen panamerikanischen Mannschaftsmeisterschaft keine gewertete Partie mehr gespielt hat. Seine besten Weltranglistenplatzierungen erreichte er im Januar 1977, als er mit seiner höchsten Elo-Zahl von 2635 hinter Anatoli Karpow, Viktor Kortschnoi und Tigran Petrosjan auf Platz 4 der Weltrangliste lag, sowie im Januar 1978, als er hinter Karpow und Kortschnoi gleichauf mit Lajos Portisch und Boris Spasski den dritten Platz der Weltrangliste belegte.

## Partiebeispiel
|   | a | b | c | d | e | f | g | h |   |
| 8 |   |   |   |   |   |   |   |   | 8 |
| 7 |   |   |   |   |   |   |   |   | 7 |
| 6 |   |   |   |   |   |   |   |   | 6 |
| 5 |   |   |   |   |   |   |   |   | 5 |
| 4 |   |   |   |   |   |   |   |   | 4 |
| 3 |   |   |   |   |   |   |   |   | 3 |
| 2 |   |   |   |   |   |   |   |   | 2 |
| 1 |   |   |   |   |   |   |   |   | 1 |
|   | a | b | c | d | e | f | g | h |   |

In der folgenden Partie besiegte der 15-jährige Mecking mit den weißen Steinen beim Interzonenturnier in Sousse 1967 den sowjetischen Großmeister und späteren Weltmeisterschaftskandidaten Kortschnoi.
Mecking–Kortschnoi 1:0
Sousse, 29. Oktober 1967
Königsindische Verteidigung, E62
1. d4 Sf6 2. Sf3 g6 3. g3 Lg7 4. Lg2 0–0 5. 0–0 d6 6. c4 Sc6 7. Sc3 Lg4 8. h3 Lxf3 9. Lxf3 Sd7 10. e3 e5 11. d5 Se7 12. e4 f5 13. Ld2 Sf6 14. b4 Dd7 15. h4 Tf7 16. Da4 Dxa4 17. Sxa4 fxe4 18. Lg2 b5 19. Sc3 bxc4 20. Tac1 Tb8 21. Sxe4 Sxe4 22. Lxe4 c6 23. dxc6 d5 24. Lg2 e4 25. Lf4 Txf4 26. gxf4 Sxc6 27. Lxe4 dxe4 28. Txc4 Sd4 29. Td1 Sf3+ 30. Kf1 Sxh4 31. Txe4 Lf8 32. a3 Tb7 33. Ted4 Tb6 34. Td8 Sf5 35. Ta8 Tb7 36. Td5 Tf7 37. Ta5 Sd6 38. f5 Sxf5 39. T5xa7 Txa7 40. Txa7 Sd4 41. Td7 Se6 42. Tb7 Sf4 43. a4 Sd3 44. b5 Sb4 45. Ta7 1:0

## Nationalmannschaft
Mecking nahm mit der brasilianischen Nationalmannschaft an den Schacholympiaden 1968 in Lugano, 1974 in Nizza, 2002 in Bled sowie 2004 in Calvià und den panamerikanischen Mannschaftsmeisterschaften 2003 in Rio de Janeiro und 2013 in Campinas teil.